# 新光証券 日本全国企業レポート
新光証券 日本全国企業レポート（しんこうしょうけん にっぽんぜんこくきぎょう- ）は、新光証券（現・みずほ証券）の一社提供による10分間のAMラジオ番組である。
2006年10月に放送を開始し、2009年3月で放送を終了した。同番組を朝のワイド番組の1コーナーとして内包している地域がある。

## 番組内容
- 各地方の経済の情報を取材し、リポート形式で情報を放送する。放送内容は各放送局ごとに制作されている（企画ネット番組）。
- 下記ネット局は地方民間放送共同制作協議会（通称：火曜会）に加盟している局である。

## 各地の放送時間
- 2008年10月時点。放送時間はJST表記である。
- 全国32局ネット
- ☆：JRNシングルネット
- ★：NRNシングルネット
- □：JRN・NRNクロスネット
- ■：独立局

| 放送対象地域   | 放送局名            | 放送曜日 | 放送時間      | 備考                     |
| -------------- | ------------------- | -------- | ------------- | ------------------------ |
| 北海道         | 北海道放送（HBC）□  | 土曜日   | 06:30 - 06:40 |                          |
| 青森県         | 青森放送（RAB）□    | 日曜日   | 07:40 - 07:50 |                          |
| 秋田県         | 秋田放送（ABS）□    | 日曜日   | 17:30 - 17:40 |                          |
| 岩手県         | IBC岩手放送 □       | 日曜日   | 12:10 - 12:20 |                          |
| 山形県         | 山形放送（YBC）□    | 日曜日   | 07:10 - 07:20 |                          |
| 宮城県         | 東北放送（TBC）□    | 土曜日   | 06:20 - 06:30 |                          |
| 福島県         | ラジオ福島（RFC）□  | 日曜日   | 18:10 - 18:20 |                          |
| 新潟県         | 新潟放送（BSN）□    | 土曜日   | 07:20 - 07:30 |                          |
| 長野県         | 信越放送（SBC）□    | 土曜日   | 07:40 - 07:50 |                          |
| 山梨県         | 山梨放送（YBS）□    | 土曜日   | 07:45 - 07:55 |                          |
| 富山県         | 北日本放送（KNB）□  | 土曜日   | 07:50 - 08:00 | 「朝生!土曜版」内        |
| 石川県         | 北陸放送（MRO）□    | 土曜日   | 07:45 - 07:55 | 「好キっとモーニング」内 |
| 福井県         | 福井放送（FBC）□    | 日曜日   | 17:45 - 17:55 |                          |
| 静岡県         | 静岡放送（SBS）□    | 日曜日   | 08:40 - 08:50 |                          |
| 中京広域圏     | 東海ラジオ（SF）★   | 日曜日   | 06:20 - 06:30 |                          |
| 京都府・滋賀県 | KBS京都（KBS）★     | 土曜日   | 05:55 - 06:05 | 滋賀県はKBS滋賀          |
| 和歌山県       | 和歌山放送（WBS）□  | 土曜日   | 05:40 - 05:50 |                          |
| 兵庫県         | ラジオ関西（CRK）■  | 日曜日   | 16:00 - 16:10 |                          |
| 鳥取県・島根県 | 山陰放送（BSS）□    | 土曜日   | 08:20 - 08:30 |                          |
| 広島県         | 中国放送（RCC）□    | 土曜日   | 11:30 - 11:40 |                          |
| 山口県         | 山口放送（KRY）□    | 日曜日   | 08:40 - 08:50 |                          |
| 徳島県         | 四国放送（JRT）□    | 日曜日   | 11:40 - 11:50 |                          |
| 香川県         | 西日本放送（RNC）□  | 日曜日   | 07:00 - 07:10 |                          |
| 愛媛県         | 南海放送（RNB）□    | 日曜日   | 07:30 - 07:40 |                          |
| 高知県         | 高知放送（RKC）□    | 日曜日   | 07:15 - 07:25 |                          |
| 福岡県         | RKB毎日放送（RKB）☆ | 土曜日   | 06:30 - 06:40 |                          |
| 大分県         | 大分放送（OBS）□    | 日曜日   | 06:00 - 06:10 |                          |
| 長崎県・佐賀県 | 長崎放送（NBC）□    | 土曜日   | 08:40 - 08:50 | 佐賀県はNBCラジオ佐賀    |
| 熊本県         | 熊本放送（RKK）□    | 日曜日   | 08:05 - 08:15 |                          |
| 宮崎県         | 宮崎放送（MRT）□    | 土曜日   | 07:00 - 07:10 |                          |
| 鹿児島県       | 南日本放送（MBC）□  | 土曜日   | 17:20 - 17:30 |                          |
| 沖縄県         | 琉球放送（RBC）☆    | 土曜日   | 17:50 - 18:00 |                          |

※ 出典：三才ブックス刊行「ラジオ番組表 2008年秋号」 